# Protus und Hyacinthus

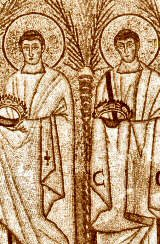
Protus und Hyacinthus, Mosaik in Sant’Apollinare Nuovo, Ravenna

Protus und Hyacinthus (* im 2. Jahrhundert; † 258 oder 262, oder um 305 in Rom) waren frühchristliche Märtyrer aus der Zeit der Christenverfolgung unter Valerian um 258, gegebenenfalls aber auch erst in der Verfolgung unter Diokletian um 305. Sie werden in der katholischen, in der orthodoxen und in der koptischen Kirche als Heilige verehrt.

## Namensbedeutung
Der lateinische Name Protus bedeutet „der Erste“. Er wird auch als Protatius, Proteus, Prothus, Prote und Proto erwähnt. Im Englischen wurde daraus Saint Pratt.
Der lateinische Name Hyacinthus wurde im Französischen zu Hyacinthe, im Spanischen zu Jacinto, im Italienischen zu Giacinto, im Polnischen zu Jacek und im Deutschen zu Hyazinth.

## Legende

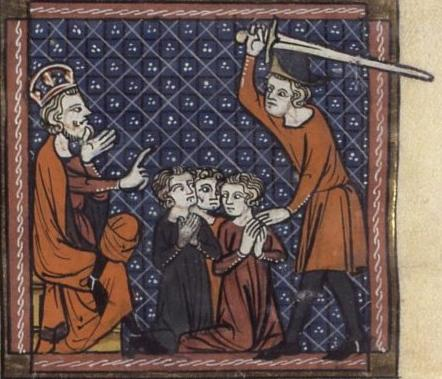
St. Protus und Hyacinthus. Miniatur aus dem 14. Jahrhundert

Nach traditioneller Überlieferung des Römischen Martyrologiums waren Protus und Hyacinthus Brüder, einige Quellen bezeichnen sie auch als Eunuchen. Sie beschäftigten sich mit dem Studium alter Schriften und lebten als Eremiten. Als Hauslehrer wurden sie um 240 angestellt bei Philippus, dem Präfekten von Ägypten. Sie unterrichteten dessen Tochter Eugenia und bekehrten diese wohl zum Christentum. Gemeinsam mit ihr sollen sie sich einem Kloster angeschlossen haben und von Bischof Helenus von Heliopolis getauft worden sein. 
Der Legende nach begleiteten sie Eugenia nach Rom, wo sie Basilla, eine Verwandte Kaiser Valerians, bekehrten. Wegen ihres Glaubens angeklagt, wurden sie gemeinsam mit Eugenia und Basilla entweder um 258 in der Christenverfolgung unter Kaiser Valerian oder um 262 unter Kaiser Gallienus mit dem Schwert hingerichtet.

## Gedenktag
- Katholisch: 11. September
- Orthodox, koptisch: 24. Dezember

## Verehrung
Die beiden Märtyrer sind Namenspatrone einiger Kirchen in Italien, Frankreich und im angelsächsischen Raum. Im spanischen und italienischen Sprachraum ist aufgrund der Verbreitung entsprechend abgeleiteter Vornamen von einer früher starken Verehrung vor allem des Hyacinthus auszugehen.
Ihre Reliquien werden verehrt in San Giovanni dei Fiorentini in Rom sowie im Palazzo di Propaganda Fide. Lorenzo Ghiberti schuf einen Reliquienschrein für Protus, Hyacinthus und Nemesius.
Papst Damasus I. (366–384) ehrte beide Heilige als „Heilige Brüder“ mit einem Epitaph, welches teilweise noch existiert.
Papst Leo IV. (847–855) ließ zahlreiche Märtyrergräber öffnen und die Reliquien auf unzählige römische Kirchen verteilen. Im Zuge der vorgesehenen Verlagerung der Gebeine der Heiligen Protus und Hyacinthus musste aber festgestellt werden, dass nur das Grab des Protus noch aufzufinden war. Anscheinend war die Grabanlage des Hyacinthus schon zuvor zerstört worden. Die Gebeine des heiligen Protus wurden daraufhin nach San Salvatore auf dem Palatin verbracht. Später wurden sie in die Kirche San Giovanni dei Fiorentini übertragen.

## Grabauffindung 1845
In einem frühchristlichen Martyrologium aus Rom ist zum Gedenktag des 11. September vermerkt:

„III. Idus Sept. Proti et Iacinti in Basillae“

Damit wird mit diesem Datum die Begräbnisstätte der Märtyrer im Coemeterium Basillae, der heutigen Katakombe S. Hermes an der Via Salaria Vetere angegeben.
Der italienische Archäologe Giuseppe Marchi SJ fand aufgrund dieses Hinweises am 21. März 1845 genau dort das Grab des heiligen Hyacinthus. Das Grab, seine Verschlussplatte und die Inschrift darauf waren unversehrt. Im Grab selbst wurden Asche und Knochenreste einer eingeäscherten Leiche gefunden. Dies ließ darauf schließen, dass der Märtyrer den Feuertod erlitten hatte. Die Auffindungsnische war verschlossen durch eine Marmorplatte mit der lateinischen Inschrift:
D P III IDUS SEPTEBR
YACINTHUS
MARTYR

„Begraben wurde am 11. September Yacinthus der Märtyrer“

Diese Entdeckung ist bis heute der einzige Fall eines unversehrt aufgefundenen Märtyrergrabes. Nachdem die Inschrift paläografisch ins 3. Jahrhundert datiert werden kann, dürfte die Gravur unmittelbar nach der Beisetzung beziehungsweise nach Verschluss des Grabes angebracht worden sein.
In derselben Grabkammer wurden auch Reste eines Alten Architravs gefunden, der zu einer offenkundig später angebrachten Verzierung gehörte. Auf ihm war eine weitere Inschrift
... S E P U L C R U M P R O T I M ...

„Grab des Märtyrers Protus“

Beide Märtyrer waren also ursprünglich in derselben Grabanlage beerdigt. 
Nachdem die Gebeine des heiligen Protus schon Jahrhunderte zuvor an einen anderen Ort übertragen worden waren, wurden die erst von Marchi aufgefundenen Gebeine des heiligen Hyacinthus 1849 in die Hauskapelle des Palazzo di Congregatio de Propaganda Fide an der Piazza di Spagna übertragen.

## Darstellung
Protus und Hyacinthus werden in der Regel stets gemeinsam dargestellt als junge Männer mit Märtyrerkrone oder -palme. 

## Bauernregeln
„Wenn’s an Protus nicht nässt, / ein dürrer Herbst sich erhoffen lässt.“

„Steigt heut’ die Sonne feurig auf, / folgt bald Regenwetter drauf.“